# Oies du Capitole

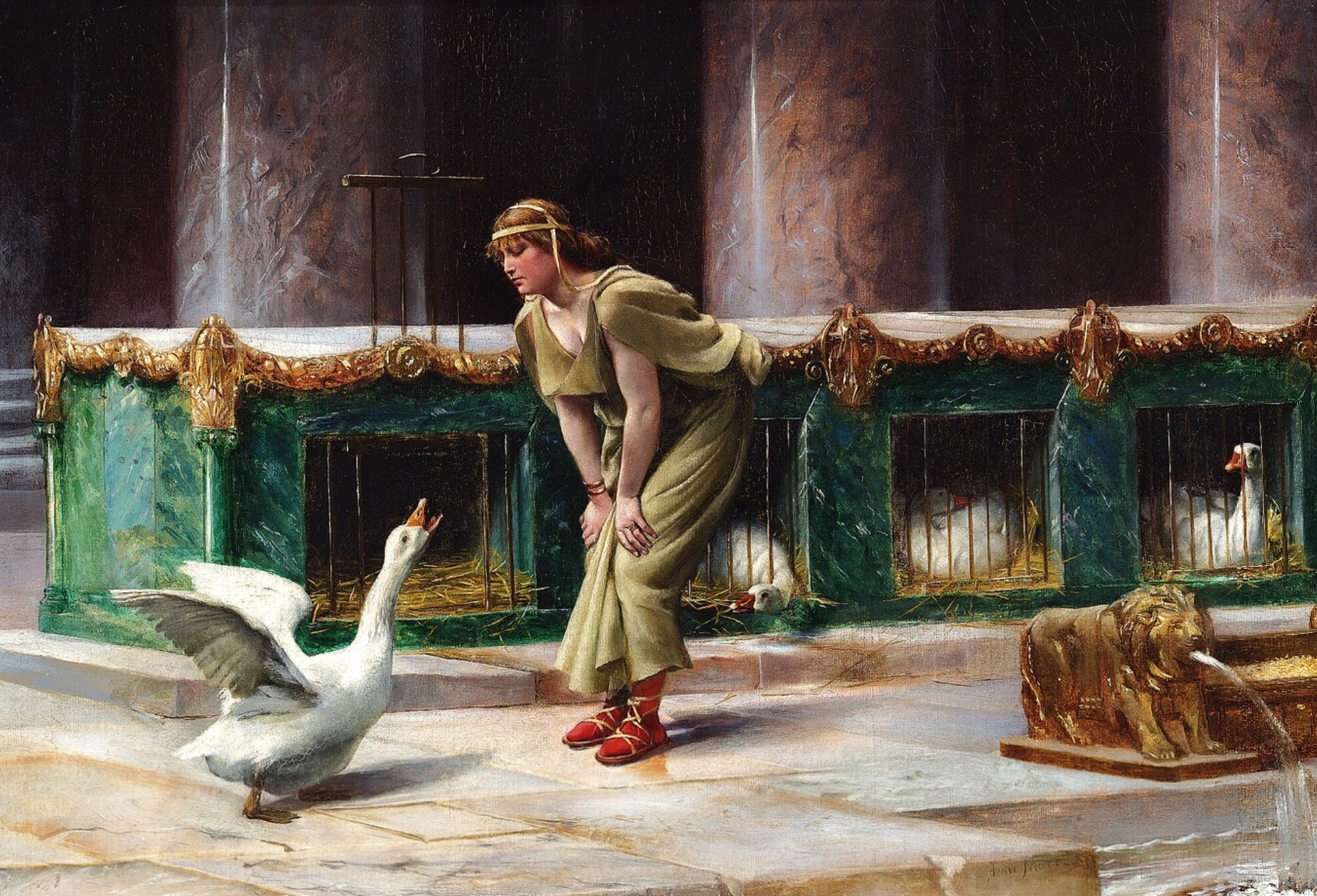
Henri-Paul Motte, Les Oies du Capitole (1889).

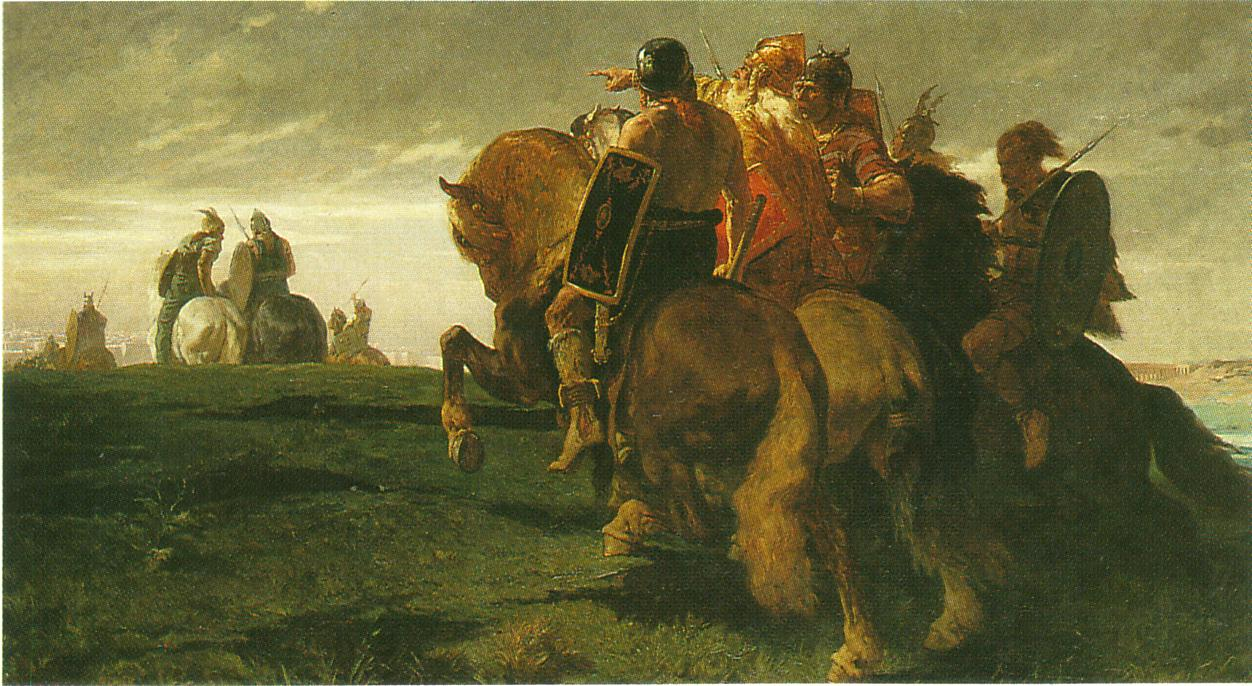
Gaulois en vue de Rome par Évariste-Vital Luminais (1870). Musée des beaux-arts de Nancy.

Oies du Capitole désigne un événement historique mythifié, dans lequel des oies ont donné l'alerte contre une attaque nocturne gauloise. Présents dans la plaine du Pô depuis le VIe siècle av. J.-C., où ils ont fondé Milan, des Gaulois font une incursion au sud et mettent Rome à sac et l'incendient. Des Romains sont réfugiés dans la citadelle du Capitole que les Gaulois tentent, en -390 selon Tite-Live, de prendre par surprise, de nuit. Des oies donnent l'alerte et sauvent temporairement le peuple romain.

## Les oies donnent l'alerte

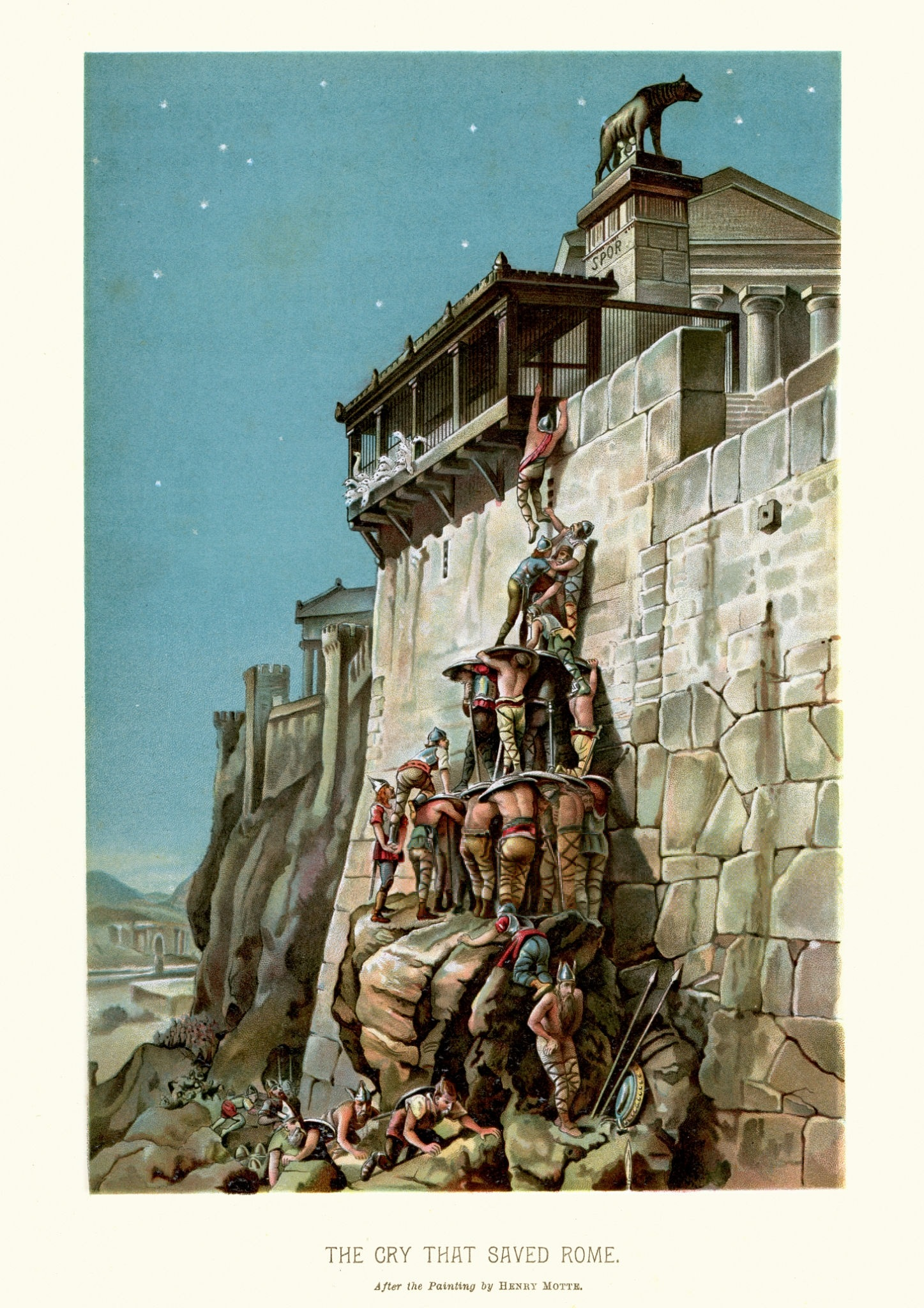
Lithographie contemporaine d'après le tableau perdu de Henri-Paul Motte Les oies sacrées sauvent le Capitole (ca. 1883).

Selon Tite-Live

« Au début de la république romaine, profitant d’une nuit assez claire, et se faisant précéder d’un éclaireur, les Gaulois s’avancèrent [sur un passage escarpé menant au Capitole], en lui tendant leurs armes dans les endroits difficiles ; et s’appuyant, se soulevant, se tirant l’un l’autre, suivant que les lieux l’exigeaient, ils parvinrent jusqu’au sommet. Ils gardaient un si profond silence, qu’ils trompèrent non seulement les sentinelles, mais même les chiens, animal qu’éveille le moindre bruit nocturne. Mais ils ne purent échapper aux oies sacrées de Junon, que, malgré la plus cruelle disette, on avait épargnées ; ce qui sauva Rome.
Car, éveillé par leurs cris et par le battement de leurs ailes, Marcus Manlius, qui trois ans auparavant avait été consul, et qui s’était fort distingué dans la guerre, s’arme aussitôt, et s’élance en appelant aux armes ses compagnons : et, tandis qu’ils s’empressent au hasard, lui, du choc de son bouclier, renverse un Gaulois qui déjà était parvenu tout en haut. La chute de celui-ci entraîne ceux qui le suivaient de plus près ; et pendant que les autres, troublés, et jetant leurs armes, se cramponnent avec les mains aux rochers contre lesquels ils s’appuient, Manlius les égorge. Bientôt, les Romains réunis accablent l’ennemi de traits et de pierres qui écrasent et précipitent jusqu’en bas le détachement tout entier. »

## Commémoration religieuse
Pour Camille, c'est Aius Locutius qui a averti les Romains du danger. Il décide qu'« on célébrera des jeux capitolins, en reconnaissance de ce que Jupiter, très bon, très grand, a, dans un péril extrême, protégé sa demeure et la citadelle du peuple romain ; et à cet effet, Marcus Furius, dictateur, établira un collège de prêtres choisis parmi ceux qui habitent au Capitole et dans la citadelle. »
De cette époque date la construction du temple de Junon Moneta qu'Ovide attribue à Camille :
« Arce quoque in summa Iunoni templa Monetae
ex voto memorant facta, Camille, tuo.

ante domus Manli fuerat, qui Gallica quondam
a Capitolino reppulit arma Iove »
« sur le sommet du Capitole, le temple de Junon Monéta
commémore ton vœu, Ô Camille.
Là était la maison de Manlius qui défendit Jupiter Capitolin
et repoussa les armes des Gaulois. »
Des oies consacrées à Junon depuis au moins cette date sont entretenues par l'État au Capitole, sous la responsabilité de censeurs. Pour commémorer cet événement, les Romains organisaient une procession annuelle où une oie sacrée était transportée sur une litière luxueuse. Des chiens étaient crucifiés vivants sur des poteaux de sureau, le long du trajet, entre le temple de la Jeunesse et celui de Summanus. Ils payaient pour leur négligence, pour n'avoir pas aboyé quand le Capitole fut menacé.
La signification originelle de ce rituel surprenant a été rapprochée par le comparatiste Jean Haudry du symbolisme respectif des deux espèces animales impliquées. Dans le monde romain et plus généralement dans le monde indo-européen, le chien symbolise la malchance, l'échec, la négligence et la mort. Inversement, l'oie sauvage représente le retour annuel du Soleil. Le rituel serait une réinterprétation d'une fête de fin de moisson afin d'obtenir une bonne récolte où le symbolisme de la vie et de la vigilance prend le dessus sur la torpeur et la mort. Le rituel aurait été de longtemps antérieur aux faits qui sont censés le justifier.